# Курзу
Курзу (груз. კურზუ) — село в Грузии, на территории Мартвильского муниципалитета края (мхаре) Самегрело-Верхняя Сванетия.

## География
Село находится в западной части Грузии, на левом берегу реки Очхомури, на расстоянии приблизительно 17 километров (по прямой) к северо-западу от города Мартвили, административного центра муниципалитета. Абсолютная высота — 325 метров над уровнем моря.

## Население
По результатам официальной переписи населения 2014 года в Курзу проживало 582 человека (287 мужчин и 295 женщин). В национальной структуре населения грузины составляли 99,7 %.
| Год  | Население, человек |
| ---- | ------------------ |
| 2002 | 637                |
| 2014 | ↘ 582              |